# Lechangsphaera
Lechangsphaera es un género de foraminífero bentónico considerado un sinónimo posterior de Elenella de la familia Ivanovellidae, de la superfamilia Parathuramminoidea, del suborden Fusulinina y del orden Fusulinida. Su especie tipo era Lechangsphaera minima. Su rango cronoestratigráfico abarcaba el Carbonífero.

## Discusión
Clasificaciones más recientes incluirían Lechangsphaera en el suborden Parathuramminina, del orden Parathuramminida, de la subclase Afusulinina y de la clase Fusulinata.

## Clasificación
Lechangsphaera incluía a la siguiente especie:
- Lechangsphaera minima †